# Лобанов, Иван Михайлович
Иван Михайлович Лобанов (4 ноября 1918, с. Новленское, Нерехтский район, Костромская область — 19 марта 1996, Иваново) — Герой Советского Союза, командир отделения 20-й отдельной разведывательной роты 69-й Краснознаменной Севской стрелковой дивизии 18-го стрелкового корпуса 65-й армии Центрального фронта, сержант.

## Биография
Родился 4 ноября 1918 года в селе Новленское ныне Нерехтского района Костромской области в семье крестьянина. Русский. С родителями жил в городе Иванове. Окончил 4 класса. Стал текстильщиком, работал на ивановской фабрике «Красная Талка». Перед самой войной уехал в Узбекистан. Работал сменным буровым мастером Ташкентского треста по геологоразведке.
В декабре 1941 года призван в Красную Армию. В апреле 1942 года направлен в действующую армию, в 69-ю Краснознаменную стрелковую дивизию. Как стрелок участвовал в боях под Тулой, Смоленском. Летом 1943 года сражается на Курской дуге. Вскоре был зачислен в 20-ю отдельную разведывательную роту той же дивизии.
Во время наступления 69-й дивизии на Севск, хутор Михайловский, Шостку, Новгород-Северский и дальше к Днепру разведчик Иван Лобанов вместе со своими товарищами шел впереди наступающих подразделений, вовремя предупреждал командование о выдвигаемых вражеских заслонах.
Отличился в боях при форсировании реки Днепр. Сержант Лобанов 12 октября 1943 года с группой разведчиков переправился на правый берег Днепра в р-не поселка Лоев (Гомельская область). Группа взяла «языка» и доставила его в часть. За этот разведвыход был награждён медалью «За отвагу». 15 октября отделение Лобанова в составе десантного отряда дивизии форсировало реку. Отряд выбил противника из двух траншей, захватил и, отразив 3 контратаки, удержал рубеж, чем обеспечил высадку главных сил дивизии. Лобанов лично уничтожил свыше десятка гитлеровцев.
Сержант Лобанов с боями дошел до последнего дня войны. Освобождал Украину и Польшу, форсировал Вислу и сражался в Варшаве. День Победы встретил в Германии. Член ВКП(б)/КПСС с 1945 года.
После Победы продолжил службу, стал офицером. В декабре 1948 года лейтенант Лобанов уволен в запас. Жил в городе Иваново. Работал слесарем по ремонту оборудования Ивановского станкостроительного объединения. Умер 19 марта 1996 года. Похоронен в Иваново на кладбище Балино.

## Награды
- Указом Президиума Верховного Совета СССР от 30 октября 1943 года за мужество и отвагу, проявленные при форсировании Днепра и стойкость во время боев на приднепровском плацдарме сержанту Лобанову Ивану Михайловичу присвоено звание Героя Советского Союза с вручением ордена Ленина и медали «Золотая Звезда» (№ 1606).
- Награждён орденом Отечественной войны 1 степени, медалью «За отвагу» и другими медалями.

## Память
- Памятник на могиле — ivanovo1945.ru.